# Urothemis edwardsii
Urothemis edwardsii е вид водно конче от семейство Libellulidae. Видът не е застрашен от изчезване.

## Разпространение
Разпространен е в Алжир, Ангола, Бенин, Ботсвана, Буркина Фасо, Габон, Гамбия, Гана, Гвинея, Гвинея-Бисау, Демократична република Конго, Етиопия, Замбия, Зимбабве, Камерун, Кения, Демократична република Конго, Република Конго, Кот д'Ивоар, Либерия, Мавритания, Мадагаскар, Майот, Малави, Мали, Мозамбик, Намибия (Ивица Каприви), Нигер, Оман, Сенегал, Сиера Леоне, Танзания, Уганда, Чад, Южен Судан и Южна Африка (Квазулу-Натал, Лимпопо и Мпумаланга).
Регионално е изчезнал в Израел.